# Primoži
Primoži – wieś w Słowenii, w gminie Kočevje. W 2018 roku liczyła 12 mieszkańców.